# Szörnyek az űrlények ellen
A Szörnyek az űrlények ellen (eredeti cím: Monsters vs. Aliens) 2009-ben bemutatott amerikai 3D-s számítógépes animációs film, amely a 18. DreamWorks-film rendezői Conrad Vernon és Rob Letterman. Az animációs játékfilm producere Lisa Stewart. A forgatókönyvet Maya Forbes, Wallace Wolodarsky, Jonathan Aibel és Glenn Berger írta, a zenéjét Henry Jackman szerezte. A mozifilm a DreamWorks Animation gyártásában készült, a Paramount Pictures forgalmazásában jelent meg. Műfaja sci-fi filmvígjáték. Amerikában 2009. március 27-én, Magyarországon 2009. április 2-án mutatták be a mozikban.

## Szereplők
| Szereplő                | Eredeti hang      | Magyar hang       | Leírás |
| ----------------------- | ----------------- | ----------------- | --- |
| Susan Murphy / Drabália | Reese Witherspoon | Németh Borbála    | Tejföl-szőke hajú, kék szemű, fiatal nő, aki egyfajta különös baleset következtében tizenöt méter magasra nő meg, és harcol a szörnyekkel együtt az űrlények ellen. |
| B.O.B.                  | Seth Rogen        | Széles László     | |
| Dr. Csótány             | Hugh Laurie       | Kulka János       | |
| Hiányzó Láncszem        | Will Arnett       | Epres Attila      | |
| H. Borgo tábornok       | Kiefer Sutherland | Kőszegi Ákos      | |
| Gallaxha                | Rainn Wilson      | Csankó Zoltán     | |
| Hathaway elnök          | Stephen Colbert   | Fekete Ernő Tibor | |
| Derek Dietl             | Paul Rudd         | Miller Zoltán     | |
| Wendy Murphy            | Julie White       | Andresz Kati      | Barna hajú, kék szemű, középkorú nő, Susan édesanyja |
| Carl Murphy             | Jeffrey Tambor    | Cs. Németh Lajos  | |
| Női számítógép          | Amy Poehler       | F. Nagy Erika     | |
| Riporter                | Ed Helms          | Bolla Róbert      | |
| Katie                   | Renée Zellweger   | Zsigmond Tamara   | Barna hajú, zöld szemű, fiatal nő, aki szereti a kalandozást, Cuthbert barátnője                                                                                    |
| Cuthbert                | John Krasinski    | Maday Gábor       | Szőke hajú, zöld szemű, fiatal férfi, Katie barátja. |

További magyar hangok: Bácskai János, Besenczi Árpád, Bodrogi Attila, Fehér Péter, Fekete Zoltán, Garai Róbert, Garamszegi Gábor, Haagen Imre, Hajdu István, Halász Aranka, Juhász György, Kajtár Róbert, Kapácsy Miklós, Kautzky Armand, Kossuth Gábor, Láng Balázs, Lázár Erika, Makranczi Zalán, Maróti Attila, Péter Richárd, Rosta Sándor, Sági Tímea, Simon Aladár, Simon Eszter, Szélyes Imre, Szuchy Péter, Umbráth László

## Televíziós megjelenések
- HBO, HBO Comedy HBO 2, Super TV2, FEM3, PRO4 / Mozi+, Kiwi TV
- TV2